# Claustre de Sant Domènec

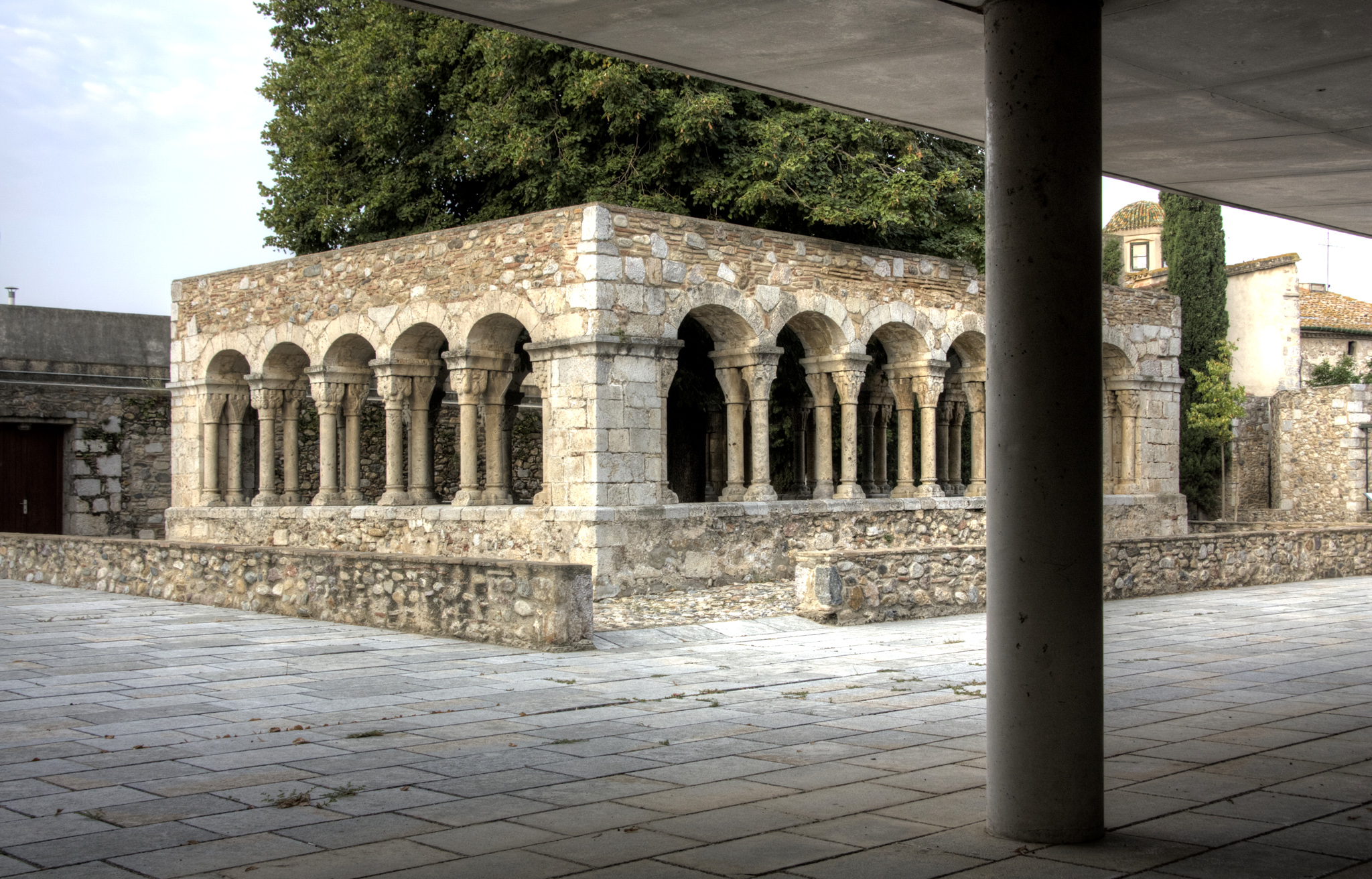
Kreuzgang in Peralada

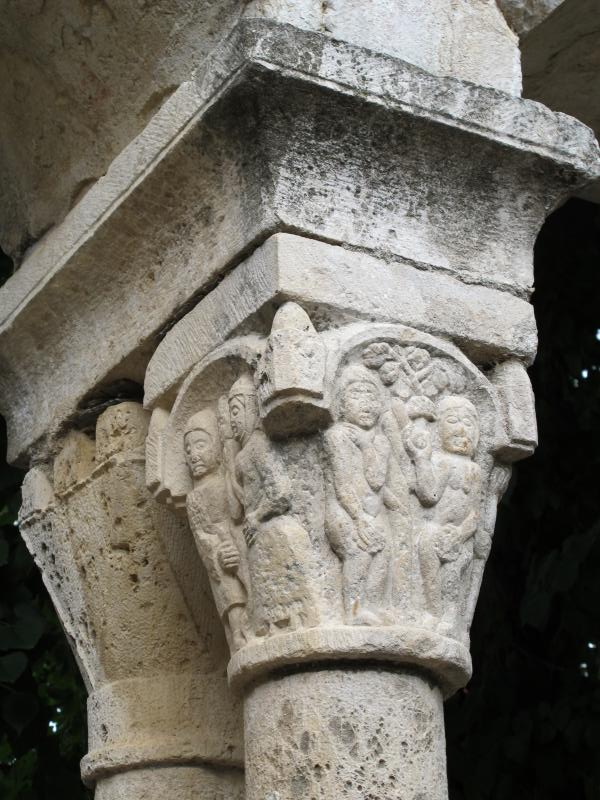
Kapitell mt Adam und Eva

Der Claustre de Sant Domènec (spanisch claustro de Santo Domingo; deutsch Kreuzgang des heiligen Dominikus) in Peralada, einer spanischen Gemeinde in der Provinz Girona in Katalonien, wurde im 13. Jahrhundert errichtet. Der romanische Kreuzgang wurde 1931 zum Baudenkmal (Bien de Interés Cultural) erklärt.
Nach seinem Studium bei Albertus Magnus gründete der katalanische Dominikanermönch Arnau de Segarra zusammen mit dem Bischof von Girona Berenguer de Castellbisbal (1245–1254) das Kloster Claustre de Sant Domènec.

## Beschreibung
Von dem ehemaligen Augustinerkloster, das in der Mitte des 11. Jahrhunderts gegründet wurde, ist lediglich der Kreuzgang erhalten. Er befindet sich heute inmitten einer Gartenanlage und gehört zum Museum, das die Geschichte des Ortes darstellt.
Der Kreuzgang besteht aus einer Sockelzone, auf der Rundbögen stehen, die auf Zwillingssäulen ruhen. Bemerkenswert sind die Kapitelle, sie stellen biblische Szenen oder Pflanzen dar.